# Michael Łuba
Michael Łuba (ur. 12 marca 1995 w Montrealu) – polski hokeista.

## Kariera klubowa
- KH Sanok U18 (2011-2012)
- KH Sanok U20 (2012-2013, 2014)
- Ciarko PBS Bank KH Sanok (2013)
- HK Poprad U20 (2013-2015)
- Cracovia (2015-2019)
- Les Éléphants de Chambéry (2019-2020)
- Dogs de Cholet (2020-2022)
- Corsaires de Nantes (2023-)

Naukę gry w hokeja rozpoczął w Kanadzie, gdzie urodził się. Rozpoczął występy w juniorskich rozgrywkach na Słowacji, do 2014 w występujących tam zespołach juniorskich sanockiego klubu, a od 2013 w drużynie juniorskiej słowackiego klubu HK Poprad. Od końca kwietnia 2015 zawodnik Cracovii. W sierpniu 2019 został zawodnikiem francuskiej drużyny Les Éléphants de Chambéry w rozgrywkach Division 1. Po sezonie opuścił klub. W marcu 2020 przeszedł do innej francuskiej drużyny, Dogs de Cholet. W maju 2023 został zaangażowany do zespołu Corsaires de Nantes.

## Kariera reprezentacyjna
Z reprezentacją Polski do lat 20 wystąpił na turnieju mistrzostw świata juniorów do lat 20 edycji 2015 (Dywizja I). Wówczas został uznany najlepszym bramkarzem turnieju, najlepszym graczem kadry Polski oraz najlepszym zawodnikiem w meczu z Węgrami, w którym obronił 65 strzałów.

## Sukcesy
Klubowe
- Złoty medal XIX Ogólnopolskiej Olimpiady Młodzieży: 2013 (juniorzy młodsi)
- Złoty medal mistrzostw Polski juniorów: 2014 z KH Sanok
- Złoty medal mistrzostw Polski: 2016, 2017 z Cracovią
- Srebrny medal mistrzostw Polski: 2019 z Cracovią
- Srebrny medal Division 1: 2022 z Dogs de Cholet

Indywidualne
- XIX Ogólnopolska Olimpiada Młodzieży 2013 (juniorzy młodsi):
  - Najlepszy bramkarz turnieju[11]
- Mistrzostwa Świata Juniorów w Hokeju na Lodzie 2015/I Dywizja#Grupa B:
  - Pierwsze miejsce w klasyfikacji liczby obronionych strzałów w turnieju: 209[12]
  - Trzecie miejsce w klasyfikacji skuteczności interwencji bramkarzy w turnieju: 93,30%
  - Szóste miejsce w klasyfikacji średniej goli straconych na mecz w turnieju: 2,96
  - Najlepszy zawodnik reprezentacji Polski w turnieju[13]
  - Najlepszy bramkarz turnieju[13]
- Division 1 (2020/2021): skład gwiazd